# Teletrabalho

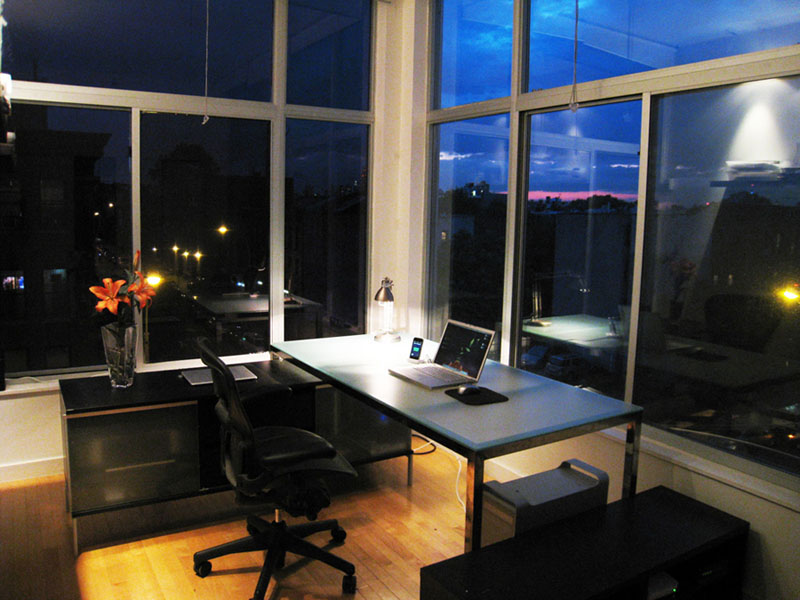
Um "escritório domiciliar", no Brooklin.

Teletrabalho, também dito trabalho remoto, significa, literalmente, trabalho a distância. Deriva do conceito denominado, em inglês, telecommuting - e ainda: home working (trabalho em casa), telework ou teleworking (trabalho a distância), working from home (trabalho desde casa), mobile work (trabalho móvel), remote work (trabalho remoto) e flexible workplace (local de trabalho flexível). Em português brasileiro são traduzidas como "trabalho remoto, teletrabalho, trabalho à distância, ou (...) o mais adequado, trabalho portátil"; apesar de o termo "casa" estar presente em muitas das denominações, o trabalho efetivo pode ser realizado em qualquer ambiente, desde hotéis, táxis, aeroportos, praças, etc.; trata-se, portanto, de trabalho que é realizado quando se está a utilizar equipamentos que permitem que o serviço efetivo seja realizado num lugar diferente daquele que sedia a empresa ou o negócio.
Existem diferentes concepções deste termo e termos similares como: trabalho a distância, como dito acima, e home office. É uma área em rápido crescimento no início do terceiro milênio.
O teletrabalho pode ser considerado um dos assuntos que mais se aborda nos dias de hoje, levando em consideração as grandes e médias corporações. Muitas empresas adotam esse estilo de trabalho visando diminuir os custos fixos da mesma, como os de infraestrutura, por exemplo. Mesmo sendo uma opção para solucionar problemas econômicos, é importante ressaltar que as empresas devem analisar bastante antes de tomar qualquer tipo de decisão, pelo fato de que muitas delas podem não conseguir adaptar seus funcionários para esse tipo de trabalho e, com isso, todo o processo produtivo pode ser afetado negativamente.
Teletrabalho não deve ser confundido como uma função específica nem uma atividade, mas como realizamos determinadas atividades remotamente. Você pode ser um analista, um engenheiro, um prestador de serviço exclusivo de uma organização, enfim, qualquer função, porém, faz uso de tecnologia e de comunicação para exercê-la em um local diferente da empresa, que pode ser sua casa, um centro compartilhado ou no próprio cliente.
O que faz essa relação ser teletrabalho é a exclusividade do serviço, do comprometimento com a organização e/ou o contrato de trabalho estabelecido, isto é, há uma relação de trabalho entre a organização e o trabalhador, que através de mecanismos digitais (softwares), eletrônicos (computadores) e de comunicação (telefone, fax, até Skype), faz existir este compromisso de ambas as partes. O diferencial da forma tradicional, é que o trabalhador não fica restrito ao espaço da empresa, obrigado a se deslocar para o trabalho diariamente para exercer sua atividade. Ele possui um acordo com a empresa prevendo outras possibilidades para este relacionamento fora do ambiente de trabalho.
Mas não é só dar um laptop para o funcionário. É preciso haver um projeto que compreenda um estudo dos processos da empresa identificando os "teletrabalháveis", uma seleção adequada do funcionário que se enquadre em determinadas condições para trabalhar fora da empresa, a adequação dos equipamentos e softwares a serem usados, o treinamento dos gerentes e demais funcionários, para que eles também possam lidar com as condições deste profissional que não estará presente fisicamente, mas estará trabalhando para a empresa onde estiver.
O teletrabalho é um tipo de trabalho flexível por proporcionar um local, horário e contratos flexíveis. Sua definição se baseia fazendo relações com o distanciamento e a realização de parte do trabalho fora das instalações fixas dos escritórios empresariais.
Existem diversas empresas que adotam o teletrabalho, porém, muitas delas não assumem como tal, uma vez que o conceito está difundido entre outras estratégias, como automação de forças de vendas e consultores (por exemplo). Muitas destas empresas são casos brasileiros de teletrabalho, aplicado na automação de forças de vendas, consultores externos, gestores regionais, enfim, em diversas posições dentro da organização.
Existem três tipos diferentes de teletrabalhadores. O primeiro seria o que trabalha a maior parte em casa e é nomeado de fixed-site telework, o segundo estilo de trabalhador seria aquele que trabalha em multiversos, ou seja, em casa, no escritório e em trabalho de campo sendo nomeado flexiwork e por último seria o telework que seria o trabalhador que realiza suas funções na maioria das vezes em trabalho de campo em locais variáveis. As denominações e atribuições aos teletrabalhadores não podem ficar presas apenas nas condições físicas e deve-se levar em conta o nível de tecnologia utilizado e a intensidade das atividades relacionadas ao contrato.
Pode-se dizer que as principais áreas de atuação estão nas áreas de vendas, consultoria, engenharia e prestadores de serviços, principalmente na área de Tecnologia da Informação, executivos de grandes empresas e, mais recentemente, televendas e teleatendimento (call centers).

## Origem e crescimento do teletrabalho

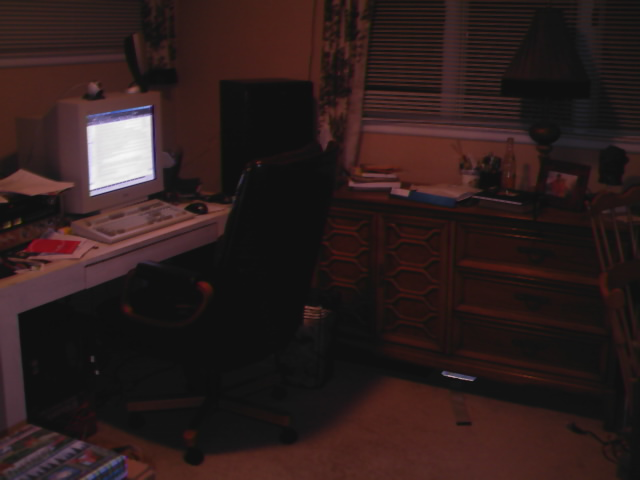
Untidy home office

A ficção científica, há muito, já previu o teletrabalho. Por exemplo, Monteiro Lobato, em O Presidente Negro, especulou que o teletrabalho chegaria por volta do ano 2200, conforme conversa de Miss Jane com Ayrton:
- (...) O que se dará é o seguinte: o radiotransporte tornará inútil o corre-corre atual. Em vez de ir todos os dias o empregado para o escritório e voltar pendurado num bonde que desliza sobre barulhentas rodas de aço, fará ele o seu serviço em casa e o radiará para o escritório, em suma: trabalhará a distância. (...)
A origem do trabalho em casa surgiu no século XVI no período transitório entre feudalismo e capitalismo. Inicialmente, as famílias produziam aquilo de que precisavam para sobreviver, tendo essa produção mantida pelo sistema de servidão, em que parte daquilo que era produzido pelo servo, era destinado ao senhor feudal como pagamento pelo “empréstimo” das terras concedidas ou da matéria prima fornecida. O trabalho a domicilio começa a perder força na transição para o capitalismo, pois a força de trabalho passa a ser concentrada em um único local para aumentar a eficiência da produção, posteriormente com a introdução de maquinas e motores esses locais passam a serem chamados de indústrias caracterizando esse período como a revolução industrial, tornando o trabalho em casa raro.
O termo teletrabalho surge na década de 70 quando o mundo passava por uma crise no petróleo e havia uma preocupação com os gastos com deslocamento para o trabalho, e determinadas funções passavam a ser atribuídas para a execução á domicilio. Em 1857, surge o trabalho remoto através das atividades de telegrafo, J. Edgar Thompson proprietário de uma linha de ferro controlava suas unidades remotas através do telégrafo, exercendo a gestão e o controle de recursos e mão de obra remotamente.
Na terceira revolução industrial, a vinculação entre ciência e tecnologia com a indústria passa a ter relação mais estreita. A introdução de ferramentas como computadores, servidores, redes, telefones, celulares, Internet, robótica, entre outras, afeta diretamente a relação entre o trabalho e o trabalhador, pois a maior parte dessas ferramentas introduzidas ao sistema produtivo permitem a execução de atividades de qualquer local, possibilitando interações simultâneas, rápidas e com baixo custo.

## Vantagens e desvantagens
Mesmo com tantos estudos desenvolvidos, ainda não se tem um consenso das vantagens e desvantagens do teletrabalho dentro de uma organização. Há alguns efeitos negativos, como menor controle exercido pelas organizações, menor criatividade nas atividades executadas e jornadas de trabalhos que tendem a se prolongar além dos horários tradicionais. Outro problema encontrado é a perda de identidade e a dificuldade de uma estabilidade na construção da carreira. Já as vantagens são ligadas principalmente ao uso de tecnologia que seria o melhor entendimento dos processos organizacionais, compartilhamento de informações, agilidade na realização dos trabalhos além de conciliação entre a vida profissional e pessoal. Outro ponto é a flexibilidade no trabalho que pode influenciar no desenvolvimento da sociedade, no aumento da produtividade e redução no desemprego.

## Empresas que adotam o teletrabalho
Diversas empresas adotaram esse tipo de modalidade ao longo dos anos, principalmente na pandemia do covid-19.

### IBM
A IBM foi uma das primeiras empresas no mundo a dar a modalidade de trabalho remoto, começando a experimentar com essa modalidade já em 2009. A empresa havia desenvolvido uma infraestrutura robusta de comunicação interna, incluindo VPNs seguras e plataformas colaborativas como o Lotus Notes e soluções avançadas de telecomunicações que permitiam aos funcionários trabalharem efetivamente de qualquer lugar. A gigante da área da computação começou a permitir que seus funcionários trabalhassem de casa em um regime de meio período, com o objetivo de promover uma maior flexibilidade e reduzir custos operacionais. Em 2017, a IBM intensificou seu programa de teletrabalho, permitindo que a maioria de seus funcionários trabalhassem remotamente. No entanto, em 2024, a IBM exigiu que os funcionários voltassem ao escritório revertendo parcialmente a antiga política imposta, exigindo que muitos colaboradores retornassem ao escritório. A decisão foi motivada por uma estratégia para melhorar a colaboração, a inovação dentro da empresa e para fazer métricas de acompanhamento de presença.

### Twitter
O Twitter se destacou ao adotar o teletrabalho como uma política de longo prazo. Em maio de 2020, a empresa anunciou que seus funcionários poderiam trabalhar de casa indefinidamente, se suas funções permitissem. Essa decisão foi tomada após a realização de uma análise sobre a produtividade e a satisfação dos funcionários durante o período de pandemia. O Ex-CEO Jack Dorsey destacou que a flexibilidade e a confiança nos colaboradores eram aspectos centrais da nova abordagem, refletindo uma mudança significativa na cultura organizacional. A companhia aumentou para US$ 1 mil (R$ 5,8 mil) a ajuda de custo oferecida aos funcionários em trabalho remoto.
Em 2022, funcionários do Twitter enfrentaram diversas mudanças após Elon Musk ter assumido a rede social, e a mais nova decisão é de que nenhum funcionário da empresa poderá exercer o teletrabalho, dizendo que eles precisam passar 40 horas por semana no escritório. Vale salientar que grande parte das outras empresas de Elon Musk, como a SpaceX, Tesla e Neuralink, também exigem trabalho obrigatório no escritório, a menos que a administração autorize especificamente.

### Microsoft
A Microsoft também adotou um modelo híbrido, oferecendo aos seus funcionários a possibilidade de trabalhar remotamente até 50% do tempo. A empresa utilizou sua própria tecnologia para facilitar a comunicação e a colaboração entre equipes distribuídas. Além disso, a Microsoft investiu em treinamento e suporte para gerentes e equipes, a fim de garantir que as práticas de trabalho remoto fossem implementadas de forma eficaz. Em fevereiro de 2022, com a melhoria das métricas de saúde na região de Washington, a Microsoft avançou para a etapa final de seu modelo híbrido, permitindo que as instalações fossem totalmente reabertas e que os funcionários pudessem ajustar suas rotinas de trabalho conforme necessário.

## Tecnologia aplicada ao teletrabalho
Os teletrabalhadores estão ligados ao seu escritório utilizando Software colaborativo, Virtual Private Networks e tecnologias similares para colaborar e interagir com os membros da equipe. Como o preço dos routers com funcionalidades VPN, ligações de banda larga residenciais, e tecnologia VOIP tem baixado significativamente nos últimos anos, o custo de ligar um teletrabalhador à intranet da sua empresa e ao sistema de telecomunicações tornou-se desprezável quando comparado com o custo operacional de escritórios convencionais.

### Plataformas de videoconferência

#### Zoom
Lançado em 2011, o Zoom tornou-se uma das plataformas de videoconferência mais populares, especialmente durante a pandemia do coronavirus. Nesse período, o número de usuários diários desse software subiram de 10 milhões para 300 milhões, e as ações de sua empresa valorizaram em 300%. O Zoom oferece uma série de funcionalidades, incluindo salas de reunião virtuais, compartilhamento de tela e gravação de sessões. Além disso, as funcionalidades da plataforma a tornaram propícia a eventos a distância no período de isolamento social, como casamentos e aniversários. Contudo, a assinatura em planos do Zoom traz diversas limitações aos usuários que o utilizam gratuitamente, como limitação do tempo de reuniões e suporte demorado.

#### Microsoft Teams
Lançado em 2017 e integrado ao pacote Microsoft 365, o Teams combina videoconferência com funcionalidades de chat e colaboração em documentos. Isso permite uma integração fluida com outras ferramentas do Microsoft Office, facilitando a gestão de projetos e a colaboração em tempo real. Durante a pandemia, o Teams recebeu um aumento de 90% de seu número de usuários diários.

#### Google Meet
Parte do Google Workspace, o Google Meet é conhecido por sua integração com outras ferramentas da empresa, como o Google Calendar e o Gmail. Essa plataforma ganha destaque por conta de sua segurança e criptografia, o que o torna uma opção popular para empresas preocupadas com a proteção de dados. Além disso, o acesso ao Google Workspace também é integrado ao Gemini, a inteligência artificial generativa da Google, o que também confere uma vantagem ao Meet em relação às demais plataformas de videochamada.

#### Slack
O Slack é uma plataforma de comunicação em tempo real que facilita a troca de informações e a colaboração entre equipes. Ele organiza as conversas em canais, que podem ser temáticos ou relacionados a projetos específicos, permitindo que os membros da equipe mantenham discussões focadas e acessíveis. Além das mensagens, o Slack permite o compartilhamento de arquivos, a realização de chamadas de voz e vídeo, e a integração com uma ampla variedade de outras ferramentas, como GitHub e Trello, centralizando a comunicação e evitando a dispersão de informações. Entretanto, para equipes maiores ou com demandas mais específicas, as funcionalidades avançadas do Slack estão disponíveis apenas nos planos pagos.

## Brasil
No Brasil, a lei 14.442/2022 define teletrabalho como a prestação de serviços, por jornada ou por produção ou tarefa, preponderantemente fora das dependências do empregador, com a utilização de tecnologias de informação e de comunicação que, por sua natureza, não se constituam como trabalho externo além de permitir a adoção desse regime para estagiários e aprendizes.
A lei estabelece que, se um empregado contratado no Brasil optar por realizar teletrabalho fora do país, a legislação brasileira continuará a ser aplicável, exceto caso exista um acordo em contrário entre as partes. Esse acordo também pode definir os meios de comunicação entre empregado e empregador e os horários de trabalho, desde que sejam respeitados os repousos legais. Entretanto, caso o empregador desejar o retorno ao trabalho presencial o mesmo não será responsável pelas despesas do retorno do empregado se ele tiver escolhido realizar o teletrabalho fora da localidade estipulada no contrato, salvo haja um acordo diferente entre as partes.
Essa lei também garante aos empregados com deficiência e aos empregados com filhos ou criança sob guarda judicial até quatro anos de idade a prioridade na alocação em vagas cujas atividades possam ser efetuadas no regime de teletrabalho ou trabalho remoto.